# Harvard Mark I
 (décembre 2013).
Pour les articles homonymes, voir ASCC, Harvard et Mark I.

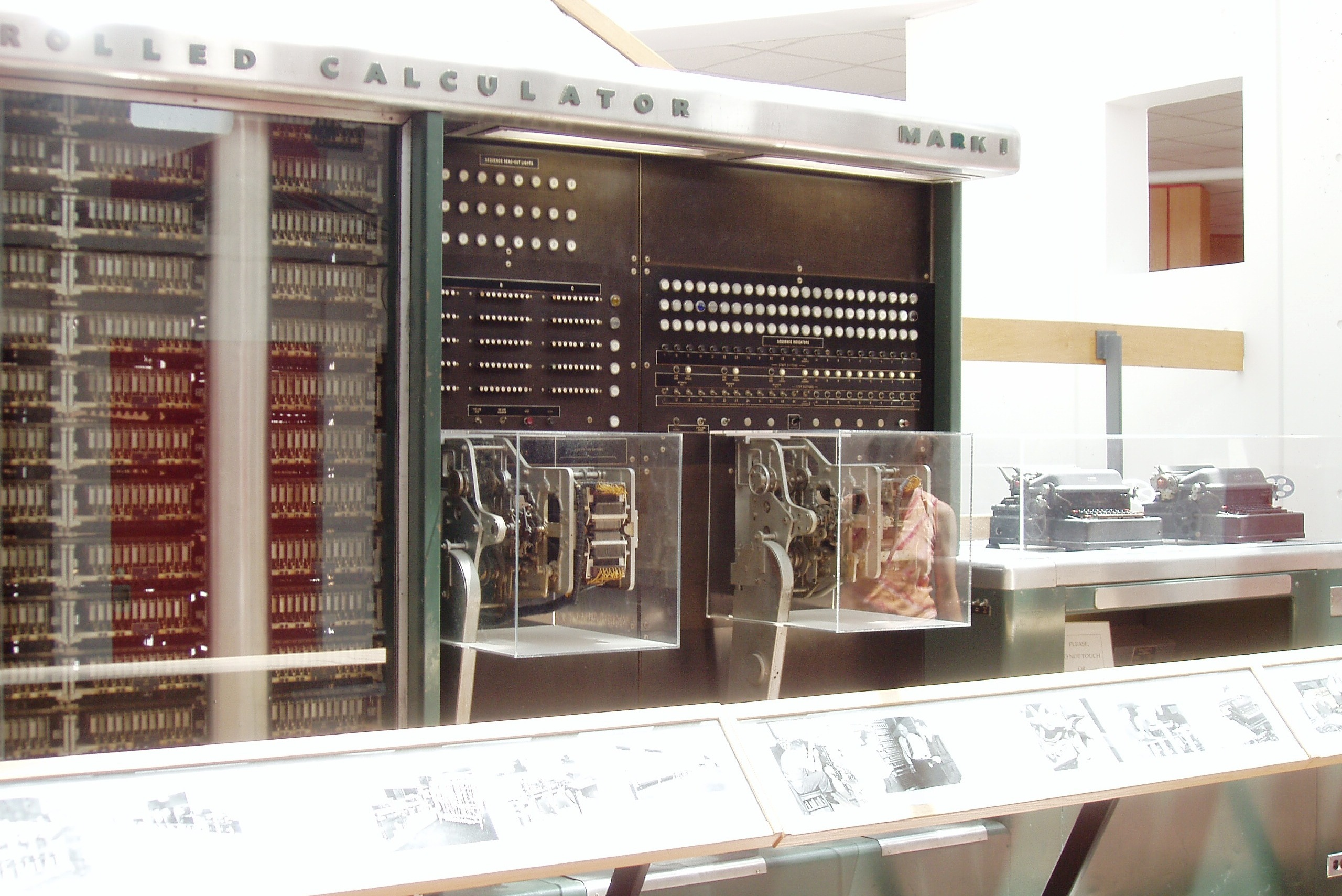
Côté droit.

L’IBM ASCC (Automatic Sequence Controlled Calculator), appelé le Mark I par l’Université Harvard, a été le premier grand calculateur numérique construit aux États-Unis. Il est considéré comme étant l'un des premiers calculateurs universels, avec ceux construits en Allemagne par Konrad Zuse ; c'était une machine électromécanique, et même automatique, qui ne disposait toutefois que de possibilités de programmation limitées.
L’ASCC électromécanique a été conçu par Howard H. Aiken et construit chez IBM, puis envoyé par navire à Harvard en février 1944 et officiellement livré le 7 août 1944. L’avantage principal du Mark I est qu’il était entièrement automatique : une fois lancé, il n’avait besoin d’aucune intervention humaine. Il est l'un des premiers calculateurs entièrement automatiques. Il était très fiable, bien plus que les premiers calculateurs électroniques. Il est emblématique des très gros calculateurs qui ont contribué à développer l’informatique.

## Composants

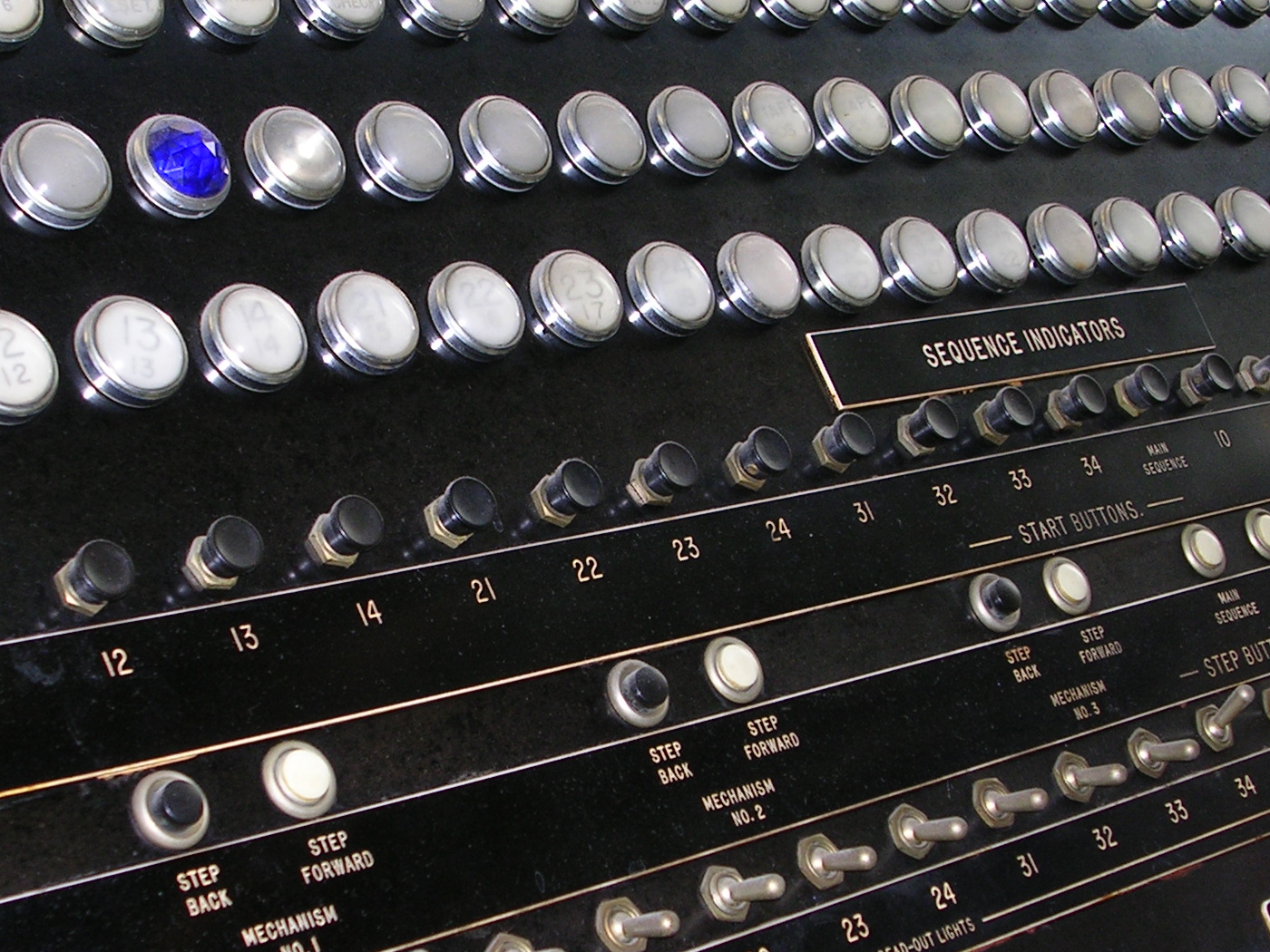
Détail du Harvard Mark I.

Les éléments de construction de l’ASCC étaient des interrupteurs, des relais, des arbres mécaniques, des embrayages. Il a été construit avec 765 000 composants et des centaines de kilomètres de câbles. Ses dimensions étaient 16 mètres de longueur, 2,4 mètres de hauteur et 0,5 mètre de profondeur. Il pesait environ 4 tonnes (4500 kg). Comme les unités de calcul de base devaient être synchronisées mécaniquement, elles tournaient grâce à un axe de rotation de 15 mètres mis en mouvement par un moteur électrique de 4 kW. Le Mark I pouvait sauvegarder 72 nombres de 23 chiffres décimaux chacun. Il pouvait faire trois additions ou soustractions par seconde. Une multiplication prenait 6 secondes, une division 15,3 secondes, et un logarithme ou une fonction trigonométrique plus d’une minute.
Cette architecture est essentiellement celle des calculateurs mécaniques à cartes perforées, comme celles qu'IBM produisait depuis le début du XXe siècle. Mais, avec cette technologie classique, Aiken a conçu une machine beaucoup plus puissante et plus automatisée que les machines de série.

## Programmation

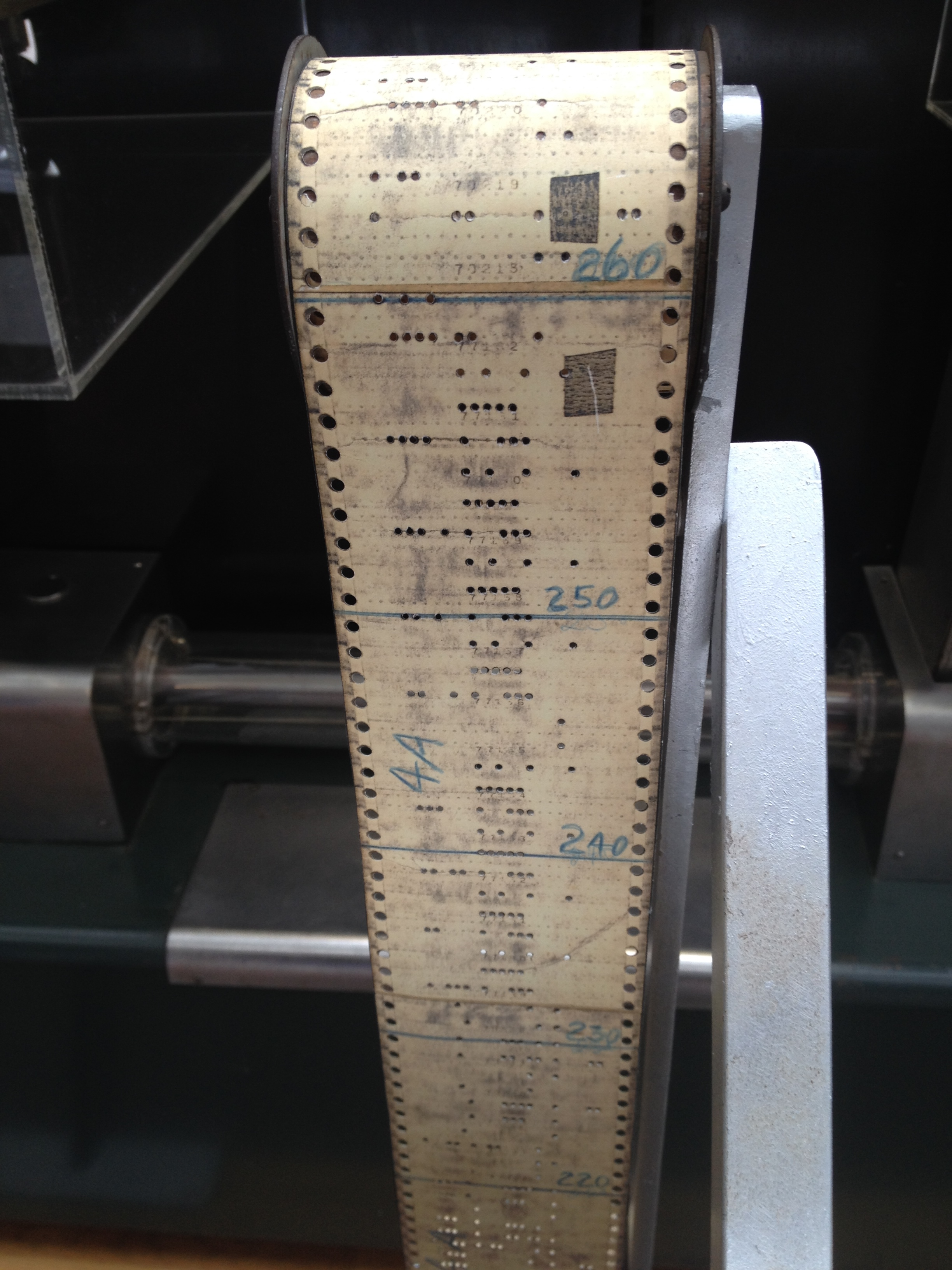
Bande perforée du Mark I.

Le Mark I lisait ses instructions sur des bandes de cartes perforées et exécutait l’instruction courante puis lisait la suivante. 
Une seconde bande pouvait être installée pour fournir des données d'entrée. Les formats de bandes étaient les mêmes, mais les instructions à exécuter ne pouvaient pas venir de la bande de données d'entrée.
Cette séparation des données et des instructions est connue sous le nom d’architecture Harvard. 
Il n’avait pas d’instruction de branchement conditionnel. Cela signifie que les programmes complexes devaient être physiquement longs. Une boucle était réalisée en rejoignant la fin d’une carte contenant le programme de départ au début de la carte (création d’une boucle littéralement). 
Dès 1943, Aiken a formé une petite équipe de « codeurs » pour tester puis programmer la machine; rapidement s'y joignit une jeune enseignante de mathématiques recrutée par l'US Navy, Grace Hopper, considérée comme l'une des premières programmeuses en informatique.

## Dispute
Lors de la cérémonie de remerciement, Aiken a oublié de mentionner l’implication d’IBM dans la conception et la création de l’ordinateur. La direction d'IBM n’a pas apprécié, et s’est alors séparée d’Aiken. IBM appela l’ordinateur ASCC mais Harvard et Aiken le renommèrent Mark I. IBM se prépara ensuite à construire le SSEC.

## Descendants
Le Mark I a été suivi par le Harvard Mark II (1947 ou 1948), puis le Mark III/ ADEC (septembre 1949) et enfin le Harvard Mark IV (1952) : tous sont les fruits du travail d’Aiken. Le Mark II est une amélioration du Mark I qui utilisait également des relais électromécaniques. Le Mark III quant à lui, utilisait quelques composants électroniques et enfin, le Mark IV, entièrement électronique, utilisait des composants à semiconducteurs. Le Mark III et le Mark IV utilisaient des bandes magnétiques et le Mark IV utilisait aussi une mémoire centrale magnétique à tore de ferrite. Le Mark II et le Mark III sont partis à la base navale américaine de Dahlgren en Virginie. Le Mark IV a été à l'origine construit pour l’US Air Force mais il est resté à Harvard.
Si le Mark I a finalement été désassemblé, certaines parties sont restées au Harvard Science Center, où elles sont exposées dans le hall principal, au rez-de-chaussée près de la cage d'escalier.